# Halictus nasica
Halictus nasica là một loài Hymenoptera trong họ Halictidae. Loài này được Morawitz mô tả khoa học năm 1876.